# Звонница на Прохоровском поле
Памятник Победы — Звонница на Прохоровском поле — звонница, основной памятник мемориального комплекса «Прохоровское поле», расположенный в двух километрах от окраины посёлка Прохоровка Белгородской области на высоте 252,2 метров в память о павших здесь в крупном танковом сражении 12 июля 1943 года. Открыт к 50-летию победы в Великой Отечественной войне в мае 1995 года. Скульптор Вячеслав Клыков, архитектор Роман Иванович Семерджиев, инженер Геннадий Константинович Силохин.

## История создания

Памятник скульптору Вячеславу Клыкову (основному автору звонницы) работы А. Шишкова, установленный у подножия звонницы. По замыслу скульптор рассматривает результат своей работы.

Весной 1992 года группа общественных деятелей Белгородской и Курской областей вынесла предложение построить в память о погибших в Курской битве православный храм в районном центре Прохоровка и принять участие населению в сборе средств на сооружение памятника. 3 ноября 1993 года в газете «Правда» вышла статья авторитетного советского государственного деятеля Николая Рыжкова, в которой критиковалось отсутствие строительства в районе Прохоровки за последние пять десятилетий. В статье содержался следующий призыв:

Заросли сорняками солдатские захоронения, исчезли под плугом и культиватором свидетельства ожесточённых боёв. Сравнялись с землёй блиндажи и окопы. А ведь есть на Руси прекрасная народная традиция: в честь больших побед над врагом, в память о павших на полях сражений отстроить храмы. Именно они и поныне составляют красоту и гордость национальной духовной культуры.
17 ноября 1993 года вышла новая статья Рыжкова с названием «Построим храм под Прохоровкой», в которой была выдвинута мысль вслед за Куликовым и Бородинским полями создать под Прохоровкой третье поле ратной славы России. «Храм будет не только вечным памятником, но и очагом духовного воспитания наших потомков» — написал Рыжков.
В формировании общественного мнения о необходимости сооружения храма на Прохоровском поле приняли участие журналисты и писатели Белгорода, секретари Союза писателей России во главе с председателем Валерием Ганичевым, а также отдельные художники, скульпторы, деятели искусства, ветераны войны и труда.
Будущий губернатор Белгородской области Евгений Савченко, находясь в должности исполняющего обязанности главы администрации региона, 26 октября 1993 года написал Совету Министров Российской Федерации:

Учитывая особое значение Победы в танковом сражении под Прохоровкой на исход Великой Отечественной войны, администрация области просит включить указанные в постановлении объекты в число первоочередных республиканских строек, сооружаемых к Дню Победы, и обеспечить финансирование в 1994 году строительно-монтажных и художественных работ по памятнику, музею и Дому культуры за счет средств федерального бюджета в объёме 7,9 млрд рублей.
Предложение было принято и началась его реализация. Также за первые полтора года было собрано 160 млн неденоминированных рублей за счёт народных пожертвований. Содействовали строительству храма и многие творческие коллективы. Например, дирекцией МХАТ им. М. Горького во главе с Татьяной Дорониной вся выручка от спектакля «Доходное место» была передана на строительство в Прохоровке. Советская оперная певица Ирина Архипова вместе с оркестром Большого театра организовала несколько концертов в Белгороде, все собранные средства от которых были переданы на строительство в Прохоровку. Ряд предприятий безвозмездно поставляло в Прохоровку технику и материалы, осуществляло выполнение спецзаказов. На сооружение православной звонницы был приглашен известный к тому времени скульптор Вячеслав Клыков.
Губернатор Белгородской области Евгений Савченко принял работы по сооружению объектов на Прохоровском поле под личный контроль. Было принято решение завершить сооружение комплекса к 50-летней годовщине Победы в Великой Отечественной войне (9 мая 1995 года). К концу апреля все работы в основном были завершены. 3 мая 1995 года состоялось торжественное открытие объектов на территории Прохоровского поля и освящение звонницы.

## Технические характеристики
Высота звонницы составляет 59 метров. Внутри под куполом располагается набатный колокол массой 3,5 тонны. Высота надкупольной фигуры на вершине звонницы составляет 7 метров. На 4-х стенных пилонах расположено 24 рельефа со 130 образами.

## Композиция
Стены звонницы представляют собой отделённые друг от друга четыре бетонных пилона, символизирующих четыре года войны. Рельефы на пилонах содержат образы на темы православия и героизма защитников Отечества. В верхней части пилоны объединены в четверик. Он несёт на себе круглый барабан из белого мрамора, служащий основанием для позолоченного сферического купола (являющегося символом российской державы). На вершине купола расположена позолоченная фигура Богородицы (заступницы России).
В верхней части барабана на медной пластине закреплены слова из Библии на церковнославянском языке «Больше сея любве никтоже имать, да кто душу свою положит за други своя» (Нет большей любви той, как положить жизнь за друзей своих). Вокруг основания барабана размещён золоченый лавровый венок («как символ немеркнущей славы всех павших за правое дело на этом поле и оставшихся в нём»).
Под барабаном на четверике закреплён набатный колокол, служащий символом возвещения о победе на Прохоровском поле. Колокол звонит через каждые 20 минут (или три раза в час: «Первый звон — о героях Куликовского поля, избавителях Руси от монголо-татар. Второй — о солдатах Бородина, верных сынах России. Третий — в память о победе в Прохоровском сражении, о всех павших в борьбе с фашизмом за свободу Отечества»).
С проектом схожего монумента скульптор В. М. Клыков и архитектор Р. И. Семерждиев в 1988 году принимали участие в конкурсе проектов памятника Победы на Поклонной горе в Москве.

## Значение
Звонница, наряду с Храмом святых апостолов Петра и Павла, считается символом третьего ратного поля России.

## Звонница в почте и филателии
6 января 2004 года издательско-торговым центром «Марка» тиражом в 200 тысяч экземпляров выпущена почтовая марка №904 номиналом пять рублей из серии «Россия. Регионы». На марке изображены памятник князю Владимиру в Белгороде, памятник защитникам Отечества – звонница, установленная на Прохоровском поле, иллюстрация добычи железной руды в месторождении Курской магнитной аномалии. Художник – С. Сухарев.